# Zita Urbonaitė
Zita Urbonaitė, née le 3 septembre 1973 à Šiauliai et décédée le 26 mai 2008 à Montebelluna, est une coureuse cycliste lituanienne. Elle prend sa retraite sportive en 2006 et met fin à ses jours deux ans plus tard, heurtée par un train.

## Palmarès sur route
- 1995
  - GP de la Mutualite de la Haute-Garonne
  - 7e du championnat d'Europe sur route espoirs
- 1998
  - 3e étape du Grand Prix Suisse féminin
- 2000
  - 1re étape du Tour de Suisse féminin
- 2001
  - 3e de Tjejtrampet
- 2002
  -  Championne de Lituanie sur route

### Grands tours

#### Tour d'Italie
6 participations
- 1995 : 19e
- 1998 : 20e
- 1999 : 21e
- 2001 : 21e
- 2003 : 27e
- 2006 : 38e

#### La Grande Boucle
7 participations
- Tour cycliste féminin
  - 1992 : 59e
  - 1993 : 49e
  - 1995 : 59e
  - 1996 : 43e
  - 1998 : 28e
- La Grande Boucle
  - 1999 : 28e
  - 2001 : 31e